# Cedusa californica
Cedusa californica är en insektsart som först beskrevs av Van Duzee 1891.  Cedusa californica ingår i släktet Cedusa och familjen Derbidae. Inga underarter finns listade i Catalogue of Life.